# Varahi (Staat)
Varahi (= Vārāhi oder Warahi) war ein kleiner Fürstenstaat in Britisch-Indien. Er wird vom Banas durchflossen und wurde als Teil der Palanpur Agency verwaltet. Auf den 526 km² lebten 1872 knapp 21.000 Menschen. Er zerfiel in mehrere Domänen, zum einen die von Jorawarkhanji auch Moti Jatwad oder Varahi Senior genannt, mit 311 km², für die die Volkszählung 1921 2821 Einwohner in 16 Dörfern ergab, sowie Muradkhanji’s oder Varahi Junior (104 km²) mit 1921 1253 Einwohnern in fünf Dörfern. Das Gebiet grenzt im Süden an den Rann von Kutch im Osten an Rādhanpur. Der gleichnamige Hauptort liegt auf (23° 48′ N, 71° 27′ O). Die guten Böden des offenen flachen Landes gestatteten den Anbau von Hanf und Mungbohnen.

## Geschichte
Die Herrschaft war das Ergebnis der Erbteilung von Bajāna (um 1500), dessen Rest bei Hedar Khan Hadoji verblieb und zwischen Pir Khan Lakha, der Sitapur und Vanod erhielt, sowie Isa Khan Isaji, der Valivada bekam. Letzterer verlegte seine Residenz nach Varahi. Nach der weiteren Teilung erhielten beide Oberhäupter von den Kolonialherren Befugnisse als Gerichtsherrn der unteren Ebene. Der Hauptort erhielt einen Bahnanschluss in Meterspur an der Strecke von Rādhanpur nach Jamnagar. Zum 31. Juli 1943 erfolgte der Anschluss an Rādhanpur.

### Dynastie
Der Titel der muslimischen Herrscher war Malek. Herrscher zur Kolonialzeit, soweit bekannt:
- Isa Khan Isaji
- Bhakarji
- Hamirkhanji, Söhne:
  - Pirojkhanji, erbte das später als Muradkhanji’s Estate bekannte Gebiet.
  - Ravaji Hamirkhanji
  - Sedadkhanji Hamirkhanji
  - Lakhaji Hamirkhanji, erbte Moti Jatwad

Jorawarkhanji
1. Lakhaji Hamirkhanji
2. Dansangji
3. Umarkhanji Mansinhji
4. Sahadatkhanji Umarkhanji, † 1847, hinterließ drei Witwen, eine davon schwanger. Dieser Sohn wurde von den Briten als der legitime Nachfolger anerkannt.
5. Umarkhanji Sahadatkhanji, 1848–1881
6. Joravarkhanji Umarkhanji, * 14. Sept. 1881 (postum), Amtseinführung am 1. Juli 1901.
7. Umarkhanji Joravarkhanji, * 9. Sept. 1922

Muradkhanji
1. Pirojkhanji Hamirkhanji
2. Lakhaji Pirojkhanji
3. Adhesinhji Lakhaji
4. Muradkhanji Adhesinhji
5. Hamubhai Muradkhanji
6. Muradkhanji Hamubhai, * 9. Okt. 1889 (postum), Amtseinführung am 18. August 1911
7. Ravaji Muradkhanji, * 9. März 1923